# Języki plateau
Języki plateau – grupa języków nigero-kongijskich, klasyfikowanych w obrębie podgrupy benue-kongijskiej. Języki te używane są przez mieszkańców wyżyny Jos Plateau w centralnej Nigerii. Do grupy plateau zalicza się około 40 języków, chociaż ostatnie badania sugerują, że jest ich więcej. Przykładami języków plateau są: język kambari, język birom, język dukawa i język dakarkari.